# ماريو فيتالي
ماريو فيتالي (بالإيطالية: Mario Vitali)‏ هو متزلج جماعي إيطالي، (و. 1914 – 1979 م).

## وصلات خارجية
- ماريو فيتالي على موقع أوليمبيديا (الإنجليزية)